# Mantisalca
Mantisalca – rodzaj roślin z rodziny astrowatych (Asteraceae). Obejmuje 6 gatunków. Rośliny te występują w basenie Morza Śródziemnego – w południowej Europie, w Azji Mniejszej i w północnej Afryce oraz w Europie Zachodniej na północy po Wielką Brytanię i Norwegię, a na wschodzie po Niemcy i Czechy. Jeden gatunek – M. salmantica – rośnie introdukowany także w południowo-zachodniej części Stanów Zjednoczonych, w południowej Afryce oraz we wschodniej Australii. Nazwa naukowa stanowi anagram nazwy Salamanca.

## Morfologia
PokrójByliny i rośliny dwuletnie, niekolczaste, o pędach osiągających do 1 m wysokości, prosto wzniesionych i rozgałęziających się.
LiścieOdziomkowe ogonkowe i łodygowe siedzące. Dolne liście klapowane, górne klapowane lub ząbkowane. Blaszka liści naga lub owłosiona.
KwiatyZebrane w pojedyncze koszyczki na szczytach pędów. Okrywy kuliste do jajowatych o średnicy od 10 do 15 mm. Listki okrywy przylegające, ułożone dachówkowato w 6–8 rzędach, jajowate, całobrzegie, na wierzchołku tępe, zaostrzone, z krótkim i odpadającym kolcem, na brzegu poza tym cienko, błoniasto frędzlowate. Dno koszyczka jest płaskie. Kwiaty w koszyczkach są liczne. Zewnętrzne są płonne, wewnętrzne są obupłciowe. Korony są purpurowe, rzadko białe.
OwoceBeczułkowate, mniej lub bardziej spłaszczone, nagie niełupki. Puch kielichowy w kilku rzędach; zewnętrzny wykształcony jako szorstkie, sztywne ości, wewnętrzny jako łuski.

## Systematyka
Rodzaj z podplemienia Centaureinae, plemienia Cardueae podrodziny Carduoideae w obrębie rodziny astrowatych Asteraceae.
Wykaz gatunków
- Mantisalca amberboides (Caball.) Maire
- Mantisalca cabezudoi E.Ruíz & Devesa
- Mantisalca × castroviejoi E.Ruíz & Devesa
- Mantisalca delestrii Briq. & Cavill.
- Mantisalca duriaei (Spach) Briq. & Cavill.
- Mantisalca salmantica (L.) Briq. & Cavill.
- Mantisalca spinulosa (Rouy) E.Ruíz & Devesa